# エールウィン (DD-355)
エールウィン (USS Aylwin, DD-355) は、アメリカ海軍の駆逐艦。ファラガット級駆逐艦の1隻。艦名はジョン・カッシング・エールウィン大尉にちなむ。その名を持つ艦としては3隻目。

## 建造
「エールウィン」は1933年9月23日にフィラデルフィア海軍造船所にて起工され、1934年7月10日、エリザベス・M・ファーレイ（当時の郵政長官ジェームズ・ファーレイの娘）により進水し、1935年3月1日にクラレンス・ガルブランソン中佐の指揮下で就役した。

## 大戦前

### 1935年
3月下旬に艤装を終えた後、ロードアイランド州ニューポートの海軍基地に移動し、8基の魚雷発射管を搭載した。試運転を終え、5月8日に慣熟航海の準備のためフィラデルフィアに戻った。
5月22日、「エールウィン」はヨーロッパへ向けて出港した。6月1日にポルトガルのマトジニョシュ、6月5日にスペインのサンタンデールに寄港し、6月10日にフランスのシェルブールに入港した。6月15日、駐仏米国大使ジェシー・I・ストラウスの訪問を受けた。
続いてイギリスのドーバーを訪れ、7月15日に帰国の途につき、7月22日にフィラデルフィアへ帰港し修理を受けた後、10月1日に艦隊に加わった。
翌日、同型艦「ハル (USS Hull, DD-350) 」と合流し、10月5日にキューバのグァンタナモ基地に入港した。10月7日にパナマ運河を通過した後、バルボアで一泊した後、10月10日にグアテマラのチャンペリコ沖の航空機警備隊に向かい、試験水上艇XP3Y-1（PBYの試作機）の計画航路に沿って航行した。10月13日に指定位置に到達し、翌朝航空機の目印とするための煙を上げた。「エールウィン」の見張り員が12時38分に航空機を目視し、XP3Y-1は7分後に「エールウィン」の上空を通過した。最終的にXP3Y-1は10月15日にサンフランシスコ湾に到着し、3,281.402マイル (5,280.905 km) を飛行し、水上飛行機の航続距離において当時の世界記録を樹立した。
「エールウィン」は翌日「ハル」と再合流し、2隻は10月19日にカリフォルニア州のサンディエゴ基地に入った。10月26日から29日までカリフォルニア州ストックトンを訪れた後、「エールウィン」は通常任務を開始し、南カリフォルニア沖で艦隊戦術、魚雷攻撃、近距離戦闘の訓練を行った。また潜水艦「ノーチラス (USS Nautilus, SF-9/SS-168) 」「カトルフィッシュ (USS Cuttlefish, SC-5/SS-171) 」との対潜訓練も行っている。

### 1936年
1936年2月10日、「エールウィン」はサンディエゴを離れ、翌日からメア・アイランド海軍造船所で整備を受けた。
4月27日、「エールウィン」は演習『フリート・プロブレムXVII』に参加するためパナマ運河地帯へ向けて出港した。演習終了後はペルーへ向かい、5月28日朝にカヤオに到着した。6月2日、ペルー訪問を終えてカリフォルニアへ向けて出港し、6月16日朝に到着。「エールウィン」は駆逐艦母艦「ドビン (USS Dobbin, AD-3) 」の隣に停泊した。
7月6日、アメリカ大陸太平洋岸北西部を巡る航海に出発し、7月9日にワシントン州ポートエンジェルスに到着。そこからは内海航路を通ってアラスカへ向かい7月13日にコードバに到着。その後コディアックを訪れ、ポートエンジェルスに戻って「ドビン」から補給を受け、ポートタウンセンド沖で対潜訓練を行った。8月5日～10日までオレゴン州ポートランドに寄港し、8月13日にサンディエゴへ帰投した。
8月20日、同型艦の「ウォーデン (USS Worden, DD-352) 」「モナハン (USS Monaghan, DD-354) 」と演習に出たが、行方不明となった民間船の捜索に駆り出され、沿岸警備隊のカッター2隻とともに4日間にわたり捜索を行った。

### 1937年
1937年5月にハワイ諸島近海で行われた演習『フリート・プロブレムXVIII』に参加。演習終了後、5月28日にサンディエゴへ帰投し、駆逐艦母艦「ホイットニー(USS Whitney, AD-4) 」から整備と補給を受け、通常の任務を再開した。
6月最後の数日間、「エールウィン」は戦艦「ミシシッピ (USS Mississippi, BB-41) 」とともに無線操縦の標的艦「ランバートン(USS Lamberton, DMS-2) 」を相手にサンタバーバラ島近海で射撃訓練を行った。

### 1938年
1938年1月6日～9日、行方不明になった第7哨戒飛行隊の機体捜索に参加。2月上旬、サンディエゴ基地で浮体式乾ドック「ARD-1(USS ARD-1) 」に入渠して年に一度の船体検査を受けた後、メア・アイランドで小規模なオーバーホールを受けた。
一連の整備を終えた「エールウィン」はサンディエゴに戻り、ハワイ近海で行われる演習『フリート・プロブレムXIX』に参加するため3月15日3時25分に出港した。演習終了後、4月28日にサンディエゴへ帰投し、5月9日には通常任務に復帰した。
6月21日、太平洋岸北西部へ訓練航海に出発し、ポートエンジェルス、アラスカ州のケチカンとシトカ、シアトル、ポートランドを回り、8月中旬にサンフランシスコを経由してサンディエゴに帰投して「ホイットニー」から整備と補給を受けた。9月26日、ハワイへ向けて出港した。
10月2日、真珠湾に到着後、11月まで同地で整備を受けた。12月12日にサンディエゴに帰投後はメキシコのコロナド諸島近海で訓練を行った以外は基地に停泊したままこの年を終えた。

### 1939年
1939年1月4日、「エールウィン」はパナマに向けて出港し、1月13日にバルボアに到着、ハイチ沿岸やキューバのグアンタナモ湾で訓練を行い、2月13日から演習『フリート・プロブレムXX』に参加した。演習終了後、シンフエーゴス～グアンタナモ～ゴナイーヴを巡航し、3月31日にグアンタナモへ戻った。
4月8日、バージニア州ヨークタウンへ向けて出港。途中、航空母艦「レキシントン (USS Lexington, CV-2) 」の護衛を短期間務めた。4月12日にヨークタウンへ到着したが、太平洋への帰還命令が出たため訪問は急遽打ち切られた。
4月20日4時4分、「エールウィン」は洋上でパナマへ向かう空母部隊と合流。空母「ヨークタウン (USS Yorktown, CV-5) 」の護衛についた。5月12日、サンディエゴに帰投。6月18日、オーバーホールのためメア・アイランドに入る。オーバーホール完了後、10月11日朝にハワイへ向け出港し、10月18日に到着した。

### 1940年
1940年春、「エールウィン」は大戦前最後の大規模演習となった『フリート・プロブレムXXI』に参加した。夏には一時帰国を命じられ7月9日にサンディエゴに到着後、7月14日にメア・アイランドに移って9月22日までオーバーホールを受け、10月21日に真珠湾へ戻った。

### 1941年
1941年2月7日、真珠湾を出港した「エールウィン」は、空母「エンタープライズ (USS Enterprise, CV-6) 」、駆逐艦「ファラガット (USS Farragut, DD-348) 」と合流して西海岸へ向かった。2月15日にサンディエゴに到着したが、2日後に出港して陸軍の戦闘機を輸送していた「エンタープライズ」「ファラガット」と再び合流し、3隻は2月21日にオアフ島へ到着した。
3月17日、「エールウィン」は沖合の哨戒を兼ねた演習のため真珠湾を出港した。3月19日23時04分ごろ、夜間演習を終えた「エールウィン」は「ファラガット」と衝突し、艦首部分がほぼ切断される損傷を負った。また火災も発生して電源が一時喪失した。この火災で下士官1名が死亡した。「エールウィン」は掃海艇「ターキー(USS Turkey, AM-13) 」に曳航されて真珠湾に戻り、乾ドックで大規模な修理を受けた。

## 第二次世界大戦

### 開戦期
1941年12月7日朝、「エールウィン」は港に係留されており、艦内では電力を供給するためのボイラーが1基だけ稼働し、乗組員の約半数は上陸して週末の休暇を楽しんでいた。
7時55分、日本軍機による真珠湾攻撃が始まる。その3分後、「エールウィン」は主砲と機銃による反撃を開始した。8時58分、「エールウィン」は錨と係留索を切断して出港した。同年4月に着任したばかりのスタンレー・B・カプラン少尉が指揮を執り、やはり5月に着任したばかりのヒューゴ・C・アンダーソン少尉が舵をとった。後に「エールウィン」の対空機関銃の砲手は、このとき少なくとも3機の敵機を撃墜したと報告したが、多数の艦から膨大な対空砲撃が行われていたため、エールウィンの砲撃による撃墜であるかは確証がない。
出港から30分後、「エールウィン」は潜水艦の目撃情報のあった海域を調査したが、発見出来なかった。哨戒中、右舷付近で爆弾が爆発しスクリューに損傷を負った。12月8日午後、「エールウィン」は真珠湾に戻った。12月9日～10日に再度の対潜哨戒を行ったが敵潜水艦は発見されなかった。12月11日に真珠湾へ戻り、損傷したスクリューの修理を受けた。
12月14日、「エールウィン」はウェーク島を攻撃する日本軍に対する陽動を目的に編成された空母「レキシントン」を基幹とする第11任務部隊 (TF11) に配属され、マーシャル諸島ジャルート環礁へ向かった。12月22日、「ウェーク島近海に空母2隻、高速戦艦2隻を見る」との情報に接したアメリカ太平洋艦隊司令長官代理ウィリアム・パイ中将ははウェーク島救援に向かっていた第14任務部隊に真珠湾への帰還を命じ、ウェーク島は12月23日に陥落した。12月28日、「エールウィン」とTF11は真珠湾へ帰投した。
大晦日、「エールウィン」は真珠湾を出港し、ハワイから西海岸まで避難民を運ぶ船団の護衛を行った。

### 1942年
西海岸へ到着した「エールウィン」は、1942年1月10日までメア・アイランドで整備を受け、その間に50口径機銃を20ミリ機関砲へ換装した。1月12日、駆逐艦「パーキンス(USS Perkins, DD-377) 」とともに陸軍と海軍の兵員輸送船3隻をサンフランシスコまで護衛した。1月17日、給油艦「ネオショー (USS Neosho, AO–23) 」、貨物輸送艦「カスター(USS Castor, AKS-1) 」、給兵艦「パイロ(USS Pyro, AE-1) 」、兵員輸送艦「クレセントシティ(USS Crescent City, AP-40) 」からなる輸送船団を護衛して出港した「エールウィン」と「パーキンス」は、1月25日にオアフ島に到着した。
1月31日、「エールウィン」は再びTF11に配属され、ニューギニアに向かう空母の護衛についた。作戦行動中の2月13日、魚雷を僚艦「ハル」に向けて誤射する事故を起こした。2月20日のニューギニア沖海戦ではラバウルから来襲した第四航空隊の一式陸攻17機に対し「エールウィン」も対空砲火に参加し、このとき「エールウィン」の監視員は「敵爆撃機を1機撃墜」と報告し、また第2波攻撃の際には駆逐艦「バグリー(USS Bagley, DD-386) 」の艦尾に衝突しかけた敵機を20ミリ機銃で撃墜したとしている。
戦闘には勝利したものの、当初目的だったラバウルへの奇襲が不可能になったことと燃料が残り少なったことからTF11は現状海域からの撤退を決断した。ここで「エールウィン」は給油艦「プラット(USS Platte, AO-24) 」とともに部隊を離れ、サモアのパゴパゴを経て3月8日に真珠湾に帰港した。
3月10日、「エールウィン」はホノルルからサンフランシスコへ向かう第4072輸送船団の護衛につき、3月22日に到着。メア・アイランドでの整備後、3月31日にハワイへ向かう第2054輸送船団の護衛として出港し、4月12日に真珠湾へ到着。4月15日にTF11（司令官オーブリー・フィッチ少将、旗艦「レキシントン」）に再配属され、戦闘任務に復帰した。
5月1日朝、第11任務部隊 (TF11) は第17任務部隊(TF17) の指揮下に入った。5月4日～8日にかけて行われた珊瑚海海戦では「エールウィン」は第17.2任務群に所属して空母の護衛を担当。5月8日の戦闘では空母「ヨークタウン」から3,000ヤード離れた重巡洋艦「チェスター (USS Chester, CA-27) 」と「ニューオーリンズ (USS New Orleans, CA-32) 」の間に陣取り、「ヨークタウン」の護衛を務めた。
戦闘終了後、TF17はトンガ方面へ退却し、5月15日、ヌクアロファに入港した。5月21日、TF17はヌクアロファを出港。「エールウィン」は重巡「アストリア (USS Astoria, CA-34) 」とともに「レキシントン」の生存者たちが乗る輸送艦「バーネット(USS Barnett, APA-5) 」の護衛を途中まで担当した。5月27日、TF17は真珠湾に帰投した。
5月28日、「エールウィン」は空母「エンタープライズ」および「ホーネット (USS Hornet, CV-8) 」を基幹とする第16任務部隊 (TF16) に配属され、出撃した。TF16はミッドウェー島北方の海域で日本艦隊を待ち受け、6月4日～7日のミッドウェー海戦に参加した。
6月11日、エールウィンはハワイに戻るTF16から分離され、第8任務部隊 (TF8) への給油のためアリューシャン列島へ向かう給油艦「カスカスキア(USS Kaskaskia, AO-27) 」を護衛した。6月16日、駆逐艦「ハンフリーズ(USS Humphreys, DD-236) 」「ギルマー(USS Gilmer, DD-233) 」と接触し、補給を行った。翌日、TF8の本隊と合流し、7月10日まで行動を共にした。7月13日、給油艦「グアダルーペ(USS Guadalupe, AO-32) 」に残りの燃料を積み替えた「カスカスキア」と「エールウィン」はアリューシャン海域を離れ、4日後にオアフ島に帰投し、「エールウィン」は真珠湾でドック入りし7月の残りを船体の補修に費やした。
整備後の試運転を終えた8月2日、「エールウィン」はガダルカナル島へ送る航空機を積んだ空母「ロング・アイランド (USS Long Island, AVG-1) 」を護衛して真珠湾を出港した。8月10日、第一次ソロモン海戦敗戦を受けて一行はフィジーのスバで待機を命じられた。8月17日にエファテ島へ移動し、翌日に軽巡洋艦「ヘレナ (USS Helena, CL-50) 」、駆逐艦「デイル (USS Dale, DD-353) 」が合流し、ガダルカナルへ向かった。8月20日午後、ガダルカナルの南東200マイル地点で「ロング・アイランド」は艦載機をヘンダーソン飛行場へ向けて発艦させた。
8月22日、「エールウィン」以下はエファテ島へ戻りった。「エールウィン」は給油艦「シマロン(USS Cimarron, AO-22) 」から燃料補給を受け、数日間エファテ周辺の哨戒を行い、8月30日には「ロングアイランド」をエスピリトゥサント島まで護衛した。9月6日、カントン島沖で軽巡「ローリー (USS Raleigh, CL-7) 」、駆逐艦「カニンガム(USS Conyngham, DD-371) 」、兵員輸送艦「ウォートン(USS Wharton, AP-7) 」と合流。「エールウィン」と「カニンガム」は臨時に第14.5任務群を組み、下船作業を終えた「ウォートン」をスバを経由してヌメアまで護衛した。
9月18日、「エールウィン」と「デイル」は修理のため真珠湾へ向かう戦艦「ノースカロライナ (USS North Carolina, BB-55) 」を護衛してトンガタブ島を発ち9月30日に真珠湾へ到着。「エールウィン」は駆逐艦母艦「ディキシー (USS Dixie, AD-14) 」に横付けした状態で係留された。
10月の大半をハワイ海域での訓練に費やした「エールウィン」は、11月7日に輸送船団を護衛してエスピリトゥサント島に到着。11月10日～14日、水上機母艦「バラード(USS Ballard, AVD-10) 」をバニコロ島からバヌアレブ島まで護衛し、同地で病気にかかった陸軍兵を収容してエスピリトゥサントに戻り、給油艦「タパハノック(USS Tappahannock, AO-43) 」から補給を受けた。11月19日～22日、駆逐艦「ラッセル(USS Russell, DD-414) 」とともに空母「ナッソー (USS Nassau, ACV-16) 」を護衛した。12月1日に戦艦「サウスダコタ（USS South Dakota, BB-57）」をトンガタブ島から～ボラボラ島まで護衛した後、「エールウィン」はカリフォルニアへ向かい、12月10日に到着すると新年までメア・アイランドで修理を受けた。

### 1943年
1943年1月8日、「エールウィン」はサンフランシスコを出港し、駆逐艦「バンクロフト(USS Bancroft, DD-598)」「デイル」とアラスカ海域に向かい、1月13日にダッチハーバーに到着。その後3か月間、アリューシャン列島で護衛任務を遂行し、その後アッツ島の戦いに参加した。7月8日と9日の夜、「エールウィン」はキスカ島の対空砲陣地を砲撃した。8月2日には既に日本軍が撤退していることを知らないままキスカの守備隊司令部を砲撃した。
8月31日にアダック島を離れた「エールウィン」はサンフランシスコへ向かい、10月中旬まで西海岸にとどまった。10月19日に西海岸を離れ、ニューヘブリディーズ諸島へ向かう空母「サンガモン (USS Sangamon, CVE-26) 」「シェナンゴ (USS Chenango, CVE-28) 」「スワニー (USS Suwannee, CVE-27) 」の護衛を務め、11月5日にエスピリトゥサント島に到着した。
11月中旬～12月第1週まで、「エールウィン」はギルバート諸島占領作戦において「サンガモン」と「スワニー」の護衛を務めた。12月8日に艦隊から分離され駆逐艦「ベイリー (USS Bailey, DD-492) 」とともに戦艦「メリーランド (USS Maryland, BB-46) 」を真珠湾まで護衛し、12月14日に到着した。その後、戦艦「テネシー (USS Tennessee, BB-43) 」と「コロラド (USS Colorado, BB-45) 」を護衛して12月21日にサンフランシスコに到着した。

### 1944年
アラメダのユニオン・エンジニアリング社で整備を受けた後、「エールウィン」はサンディエゴで戦車揚陸艦 (LST) と特務機動掃海艇(YMS) からなる船団をハワイまで護衛した。1月16日～20日にかけてカウアイ島で小休止したのちマーシャル諸島へ移動し、1月31日にクェゼリン環礁へ到着した。2月8日～12日にかけてクェゼリン - マジュロ間を往復したのち2月21日にエニウェトク環礁へ移動し、駆逐艦「ホール(USS Hall, DD-583)」「マクドノー (USS Macdonough, DD-351) 」「モナハン」とともにパリー島へ上陸する海兵隊へ火力支援を行った。
その後、空母「バンカー・ヒル (USS Bunker Hill, CV-17) 」「ホーネット」「モンテレー (USS Monterey, CVL-26) 」「カボット (USS Cabot, CVL-28) 」を含む第58.2任務群 (TG58.2) に配属された。3月30日から4月1日にかけて、TG58.2は、日本軍の飛行場や艦隊整備施設への集中爆撃を行い、その間エールウィンは空母の護衛についた。4月13日にはTG58.2の護衛としてニューギニア沖に向かい、アイタペの戦い、タナメラ湾、ヨススダルソ島への陸軍の上陸支援をした後、5月4日にマジュロへ戻り、5月21日まで駆逐艦母艦「プレーリー(USS Prairie, AD-15) 」から補給と整備を受けた。
6月8日、「エールウィン」は第58任務部隊とともにマリアナ諸島へ向けてマジュロを出港した。6月13日、サイパン島北部の日本軍を砲撃する第58.7.２任務隊に組み込まれ、砲撃と戦艦「アラバマ (USS Alabama, BB-60) 」と「サウスダコタ」の対潜哨戒も担った。6月17日に輸送船の護衛を命じられたため、この2日後に始まったマリアナ沖海戦には参加できなかった。6月28日にエニウェトクへ到着し、2週間の整備を受けた。
7月18日と19日、「エールウィン」はグアム北部の日本軍施設を砲撃する重巡「ウィチタ (USS Wichita, CA -45) 」と軽巡「セントルイス (USS St. Louis, CL-49) 」の護衛についた。7月20日夜～翌朝にかけて「エールウィン」はアサン・ビーチにある日本軍防御陣地に対して集中砲撃を行った。7月30日、グアム海域を離れ、エニウェトクを経由して帰国の途についた。8月9日～11日に真珠湾に寄港し、8月17日にワシントン州ブレマートンに到着してオーバーホールを行った。
オーバーホールを終えた「エールウィン」は戦艦「コロラド」、駆逐艦「ファラガット」とともに10月10日にサンペドロに到着し、翌日ハワイへ向けて出港した。11月11日までハワイの海域で訓練を行い重巡「ボルチモア (USS Baltimore, CA-68) 」、軽巡「サンフアン (USS San Juan, CL-54) 」、駆逐艦3隻とともに西太平洋に向かった。11月21日にウルシー環礁に到着し、1944年12月第1週までフィリピン近海で行動した。
12月10日、第30.8任務群（TG30.8, 補給部隊）旗艦となった「エールウィン」は第3艦隊とともにウルシーを離れた。3日後、第38任務部隊 (TF38) と合流し、翌日午後早くには給油作業を完了し、この海域を離れた。12月17日朝、TG30.8は再びTF38と接触し給油作業を再開した。しかし間もなくフィリピン海に入ったコブラ台風により天候が悪化し始めた。船体が70傾斜し、機関停止が命じられた。19時30分、機関室で浸水が発生した。「エールウィン」は運よく台風から生き延びたが、駆逐艦「ハル」「モナハン」「スペンス (USS Spence, DD-512) 」が沈没し、多くの犠牲者が出た。「エールウィン」でも2名が海に流されて行方不明になった。
「エールウィン」は12月22日にウルシーへ帰投し、駆逐艦母艦「マーカブ(USS Markab, AD-21) 」に横付けして翌年1月まで修理を受けた。

### 1945年
1945年2月まで「エールウィン」は補給部隊の護衛任務を続けた。2月21日、TG50.8の護衛として護衛駆逐艦「クロウリー(USS Crowley, DE-303) 」「ウィーバー(USS Weaver, DE-741) 」、給油艦「スアミコ(USS Suamico, AO-49) 」、給兵艦「シャスタ(USS Shasta, AE-6) 」「ランゲル(USS Wrangell, AE-12) 」とともに硫黄島に到着。2月23日、「エールウィン」は第54任務部隊に配属され重巡「タスカルーサ (USS Tuscaloosa, CA-37) 」を支援した。2月23日～24日、エールウィンは硫黄島の戦いに参加し、2月28日に燃料補給のためウルシー泊地に戻った。
沖縄戦では慶良間諸島で活動した。6月、台風で艦首部分を損傷した重巡「ピッツバーグ (USS Pittsburgh, CA-72) 」の艦首部分の捜索を行ったが発見できなかった。7月6日、カロリン諸島に戻るため沖縄を離れ、翌日にはウルシーに到着。7月10日、UOK-39輸送船団を護衛して出港し、無事沖縄に到着した。ウルシー帰還後の8月4日朝、魚雷攻撃を受けた重巡「インディアナポリス（USS Indianapolis, CA-35）」の行方不明者捜索に参加した。 
日本が降伏した8月15日、「エールウィン」はグアム島アプラ港に停泊していた。8月18日、駆逐艦「マクドノー」、護衛空母「ルディヤード・ベイ (USS Rudyerd Bay, CVE-81) 」とハワイに向けて出港し、間もなく真珠湾に到着した。8月28日、帰還兵を乗せた「エールウィン」はカリフォルニアへ向けて出港し、サンディエゴで乗客を降ろした後、9月3日～11日まで同地に停泊した後、東海岸を目指して出港した。 

## 退役
9月20日、最後となるパナマ運河を通過し、9月25日にニューヨークへ到着。10月16日、ブルックリン海軍工廠で退役し、11月1日に海軍船籍から除籍された。武装等を取り外された船体は12月20日にニューヨークのジョージ・M・ナットマン社にスクラップとして売却され、1948年9月3日までに完全に解体された。
「エールウィン」は第二次世界大戦中の功績により13個の従軍星章を受章した。